# レベッカ・ソルニット
レベッカ・ソルニット（英語: Rebecca Solnit , 1961年6月24日 - ）は、アメリカ合衆国のカリフォルニア州サンフランシスコ在住の著作家。環境、政治、芸術など幅広いテーマを取り上げている。

## 生い立ち
ソルニットはアメリカ合衆国のカリフォルニア州ノヴァトで幼少期を過ごした。暴力が日常茶飯事の家庭で育ち、子供の頃に虐待を受けていたことを明かしている。中学校時代に惨めな思いをして過ごしたため、GEDを受けて合格し、高校を完全にスキップした。フランスのパリに17歳の時に留学した後はサンフランシスコ・ベイエリアに戻り、最終的にサンフランシスコ州立大学を卒業した。
その後は1984年にカリフォルニア大学バークレー校のジャーナリズムの修士号を取得し、1988年からフリーランスのライターとして働くようになった。

## 経歴

### 活動
『Savage Dreams』で述べているようにソルニットは1980年代後半から環境問題と人権問題に取り組んだ。1990年代初頭には「ウェスタン・ショショーニ族の保護プロジェクト」に加わり、2001年以降は反戦運動に参加した。
ソルニットの著作は印刷物のみならず、ハーパーズ・マガジンやトム・エンゲルハートが運営するウェブサイト「Tomdispatch.com」も含めたオンライン上でも多数確認することが出来る。
『災害ユートピア』（2009年）は1989年のロマ・プリータ地震で被災した経験が契機となり、1906年のサンフランシスコ地震、1917年のハリファックス大爆発、1985年のメキシコ地震、2001年の9・11テロ、2005年のハリケーン・カトリーナなどを取材・研究して書かれたものであり、これらの災害時のいずれにおいても、人々が意外にも冷静に行動し、なおかつお互いに助け合う即席の「ユートピア」が形作られているという共通点を見出している。
自身の作品に影響を与えた人物としてエドゥアルド・ガレアーノ、パブロ・ネルーダ、ガブリエル・ガルシア＝マルケス、ヴァージニア・ウルフ、アリエル・ドーフマン、エレナ・ポニアトウスカの名を挙げている。

### 評価
グッゲンハイム奨励金、国立芸術基金（NEA）の2つの文学奨励金、ラナン文学賞の文学奨励金を授与されている。
また、数多くある著作の中でも『River of Shadows』（2003年）が大変評価されており、全米批評家協会賞「批評部門」（2003年）とハーバード大学が贈るマーク・リントン歴史賞（2004年）を授与されている。

### 流行語
ソルニットは「マンスプレイニング」（Mansplaining）という有名なかばん語が発明されるきっかけを作ったと言われている。ロサンゼルス・タイムズが運営するウェブサイト上で2008年4月に公開された彼女のエッセイ「Men Explain Things to Me」（『説教したがる男たち』）の中では、パーティー会場で声を掛けてきた男性が彼女が著者であることを知らずに、彼女の最新作の内容について得意げに彼女に解説してきたという体験談が紹介されている。このエッセイの内容は分かっているようなことを上からの物言いで男性から解説された経験がこれまでにある多くの女性から共感を呼び、その後にオンライン上ではこのような男を指す「マンスプレイニング」という言葉が生まれ、急速に広まっていった。

## 著書
- Secret Exhibition: Six California Artists of the Cold War Era (1991年) (ISBN 978-0872862548)
- A Book of Migrations: Some Passages in Ireland (1997年) (ISBN 978-1859848852)
- Savage Dreams: A Journey Into the Landscape Wars of the American West (1999年) (ISBN 978-0520220669)
- Wanderlust: A History of Walking (2000年) (ISBN 978-0670882090) 
  - 『ウォークス 歩くことの精神史』東辻賢治郎訳、左右社 (2017年。ISBN 978-4865281385)
- Hollow City: The Siege of San Francisco and the Crisis of American Urbanism (2001年) (ISBN 978-1859847947)
- As Eve Said to the Serpent: On Landscape, Gender, and Art (2001年) (ISBN 978-0820322155)
- River of Shadows: Eadweard Muybridge and the Technological Wild West（英語版） (2003年) (ISBN 978-0670031764)
- A Field Guide to Getting Lost (2005年) (ISBN 978-0670034215) 
  - 『迷うことについて』東辻賢治郎訳、左右社 (2019年。ISBN　978-4865282344）
- Yosemite in Time: Ice Ages, Tree Clocks, Ghost Rivers (2005年) (ISBN 978-1595340160)  - マーク・クレット（英語版）、バイロン・ウルフとの共著
- Hope in the Dark: Untold Histories, Wild Possibilities (2005年) (ISBN 978-1560258285) 
  - 『暗闇のなかの希望 非暴力からはじまる新しい時代』井上利男訳、七つ森書館 (2005年。ISBN 978-4822805968) 
    - 増訂版『暗闇のなかの希望 語られない歴史、手つかずの可能性』井上利男・東辻賢治郎 訳、ちくま文庫（2023年。ISBN 9784480438270）
- After the Ruins, 1906 and 2006: Rephotographing the San Francisco Earthquake and Fire (2006年) (ISBN 978-0520245563)  - マーク・クレット、ミッチェル・ラングレン、フィリップ・L・フラドキン（英語版）との共著
- Storming the Gates of Paradise: Landscapes for Politics (2007年) (ISBN 978-0520251090)
- The Battle of the Story of the Battle of Seattle (2009年) (ISBN 978-1904859635)  - デビッド・ソルニットとの共著
- A Paradise Built in Hell: The Extraordinary Communities That Arise in Disaster (2009年) (ISBN 978-0670021079) 
  - 『災害ユートピア なぜそのとき特別な共同体が立ち上がるのか』高月園子訳、亜紀書房 (2010年、増補版2020年。ISBN 978-4750516622)
- A California Bestiary (2010年) (ISBN 978-1597141253)  - モナ・キャロンとの共著
- Infinite City: A San Francisco Atlas (2010年) (ISBN 978-0520262508)
- The Faraway Nearby（英語版） (2013年) (ISBN 978-0670025961)
- Unfathomable City: A New Orleans Atlas (2013年) (ISBN 978-0520274044)  - レベッカ・スネデカーとの共著
- The Encyclopedia of Trouble and Spaciousness (2014年) (ISBN 978-1595341983)
- Men Explain Things to Me（英語版） (2014年) (ISBN 978-1608464968) 
  - 『説教したがる男たち』ハーン小路恭子訳、左右社（2018年。ISBN 978-4865282085）
- Call Them by Their True Names: American Crises(and Essays)　(2018年) (ISBN 978-1783784974) 
  - 『それを、真の名で呼ぶならば　 危機の時代と言葉の力』渡辺由佳里訳、岩波書店 (2020年。ISBN 978-4000237420)
- 『シンデレラ　自由をよぶひと』アーサー・ラッカム挿画、渡辺葉訳、河出書房新社（2020年。ISBN 978-4309208107）
- 『わたしたちが沈黙させられるいくつかの問い』ハーン小路恭子訳、左右社（2021年。ISBN 978-4865280104）
- 『私のいない部屋』東辻賢治郎訳、左右社（2021年。ISBN 978-4865280463）
- 『オーウェルの薔薇』川端康雄・ハーン小路恭子訳、岩波書店（2022年。ISBN 978-4000615662）